# فینال ای‌اف‌سی کاپ ۲۰۱۸
فینال ای‌اف‌سی کاپ ۲۰۱۸ مسابقه فینال پانزدهمین دوره ای‌اف‌سی کاپ بود که در سال ۲۰۱۸ برگزار شد و نیروی هوایی به مقام قهرمانی دست یافت.

## مسابقه
| آلتین عصر | ۰–۲ | نیروی هوایی |
| --------- | --- | ----------- |
|           |     |             |